# Burjatština
Burjatština (буряад хэлэн, burjaad hèlèn) je jazyk z mongolské jazykové skupiny, blízce příbuzný mongolštině, někdy i považován za mongolské nářečí. Mluví jím Burjati kolem jezera Bajkal v Rusku (Burjatská republika, Irkutská a Čitská oblast) a přilehlých oblastech Mongolska a Číny.

## Příklady

### Číslovky
| Burjatsky | Česky |  | Burjatsky | Česky |
| нэгэн     | jeden |  | зургаан   | šest  |
| хоёр      | dva   |  | долоон    | sedm  |
| гурбан    | tři   |  | найман    | osm   |
| дурбен    | čtyři |  | юһэн      | devět |
| табан     | pět   |  | арбан     | deset |

## Abeceda a výslovnost
Nejstarší písemné památky jsou psané mongolským písmem, roku 1931 byla zavedena latinka a od roku 1939 se používá upravená cyrilice.
Současná burjatština používá cyrilici převzatou z ruštiny a doplněnou o znaky pro zápis hlásek, které se v ruštině nevyskytují. Znaků je celkem 36.
- Burjatština rozlišuje krátké a dlouhé samohlásky. Dlouhé se zapisují zdvojením znaku pro krátkou samohlásku, např. аа [á], яа [já], ээ [é].
- Písmeno ө vyslovujeme mezi o a e, písmeno ү mezi u a y.
- Výslovnost písmene һ má v češtině nejblíže hlásce h, vyslovuje se však více vzadu. Jde o faryngální souhlásku,[2] zatímco české h je glotální.
- Většinu souhlásek je možné palatalizovat (změkčit). V písmu se palatalizace vyjádří měkkým znakem ь umístěným za souhlásku.
- Některá písmena se vyskytují pouze ve slovech přejatých z ruštiny.

| velká písmena: | А | Б | В | Г | Д | Е  | Ё  | Ж | З | И | Й | К | Л | М | Н | О | Ө | П | Р | С | Т | У | Ү | Ф | Х  | Һ | Ц | Ч | Ш | Щ  | Ъ  | Ы | Ь | Э | Ю  | Я  |
| malá písmena:  | а | б | в | г | д | е  | ё  | ж | з | и | й | к | л | м | н | о | ө | п | р | с | т | у | ү | ф | х  | һ | ц | ч | ш | щ  | ъ  | ы | ь | э | ю  | я  |
| transliterace: | a | b | v | g | d | e  | ë  | ž | z | i | j | k | l | m | n | o | ö | p | r | s | t | u | ü | f | x  | h | c | č | š | šč | '' | y | ' | è | ju | ja |
| výslovnost:    | a | b | v | g | d | je | jo | ž | z | i | j | k | l | m | n | o | ö | p | r | s | t | u | ü | f | ch | h | c | č | š | šč | –  | y | ˇ | e | ju |    |

## Vzorový text
| burjatsky     | Вячеслаав Владиимирович Наговицын – Буряад Республикын Президент. 1956 оной мартын 2-то Удмуртын АССР-эй Глазов хотодо түрөө. 1978 ондо Томскын политехническэ институт (мүнөө үедэ – Томскын политехническэ университет) «инженер-механик» гэhэн мэргэжэлээр дүүргээ.                                      |
| transliterace | Vjačeslaav Vladiimirovič Nagovicyn – Burjaad Respublikyn Prezident. 1956 onoj martyn 2-to Udmurtyn ASSR-èj Glazov xotodo türöö. 1978 ondo Tomskyn politexničeskè institut (münöö üedè – Tomskyn politexničeskè universitet) „inžener-mexanik“ gèhèn mèrgèžèlèèr düürgèè.                                    |
| rusky         | Вячеслав Владимирович Наговицын – Президент – Председатель Правительства Республики Бурятия. Родился 2 марта 1956 года в городе Глазове Удмуртской АССР. В 1978 году окончил Томский политехнический институт (в настоящее время – Томский политехнический университет) по специальности «инженер-механик». |
| česky         | Vjačeslav Vladimirovič Nagovicyn je prezident Burjatské republiky. Narodil se 2. března 1956 ve městě Glazově v Udmurtské ASSR. V roce 1978 ukončil Tomský polytechnický institut (nyní Tomská polytechnická univerzita) v oboru „inženýr-mechanik“.                                                        |

### Všeobecná deklarace lidských práv
| burjatsky | Хүн бүри түрэхэһөө эрхэ сүлөөтэй, нэрэ түрэ, эрхынхээ хубида адли тэгшэ байна. Тэдэндэ оюун ухаан, үрэлиг сэдьхэл заяаһан болоод өөр хоорондоо ахан дүүгын ёһоор харилсаха ёһотой. |
| česky     | Všichni lidé se rodí svobodní a sobě rovní co do důstojnosti a práv. Jsou nadáni rozumem a svědomím a mají spolu jednat v duchu bratrství.                                         |